# Alcohol anisyl
Alcohol anisyl (alcohol 4-methoxybenzyl) là một hợp chất hữu cơ có công thức hóa học CH3OC6H4CH2OH. Đây là một chất lỏng không màu được sử dụng làm chất tạo mùi thơm và chất tạo mùi. Chất này có thể được tìm thấy trong tự nhiên nhưng cũng có thể được tạo ra bằng cách khử anisaldehyde.